# Сиди Бел Абес (покрајина)
Сиди Бел Абес (арап. ولاية سيدي بلعباس), једна је од 48 покрајина у Народној Демократској Републици Алжир. Покрајина се налази у северозападном делу земље у појасу између Малог и Сахарског планинског венца Атласа.
Покрајина Сиди Бел Абес покрива укупну површину од 9.151 km² и има 603.369 становника (подаци из 2008. године). Највећи град и административни центар покрајине је град Сиди Бел Абес.